# Eriachne nodosa
Eriachne nodosa är en gräsart som beskrevs av Michael Lazarides. Eriachne nodosa ingår i släktet Eriachne och familjen gräs. Inga underarter finns listade i Catalogue of Life.